# The Mother
The Mother è un film del 2003 diretto da Roger Michell e sceneggiato dallo scrittore Hanif Kureishi. Il film è stato presentato nella Quinzaine des Réalisateurs al 56º Festival di Cannes.

## Trama
May è una normale donna di una certa età che improvvisamente rimane vedova. Dopo la perdita del marito si trasferisce a casa del figlio Bobby, ma l'atmosfera in casa risulta pesante a causa dei problemi economici e dell'ostilità della nuora Helen, così May si trasferirà a casa dell'altra figlia, Paula, con la quale ha un rapporto conflittuale. La convivenza porterà May ad intraprendere una relazione erotica con l'aitante compagno della figlia, Darren, un carpentiere molto più giovane di lei, che sta facendo dei lavori di costruzione in casa. Il primo approccio tra i due è un bacio durante una passeggiata al parco. Dopo qualche giorno, i due si ritrovano in camera da letto e Darren masturba May. In un'altra occasione ancora tra loro avviene un energico rapporto anale. Un giorno Paula scopre alcuni disegni della madre in cui sono ritratti Darren e la sessantenne che pratica a questi la fellatio. Dopo un po' di tempo in cui gli amanti non si sono più ritrovati da soli, May chiede al genero di avere un rapporto: Darren reagisce male, mostrando la sua natura irascibile. May, sentitasi respinta e in preda al senso di colpa, medita di suicidarsi con un coltello. Paula le rivela di essere a conoscenza della relazione. Alla fine May ritorna a casa sua.